# Panulirus regius
Panulirus regius är en kräftdjursart som beskrevs av De Brito Capello 1864. Panulirus regius ingår i släktet Panulirus och familjen Palinuridae. IUCN kategoriserar arten globalt som otillräckligt studerad. Inga underarter finns listade i Catalogue of Life.